# Pablo Mariotti
Pablo Mariotti (* 2003) ist ein Schweizer Unihockeyspieler, der beim Nationalliga-A-Verein UHC Waldkirch-St. Gallen unter Vertrag steht.

## Karriere
Mariotti wurde im Nachwuchs von Regazzi Verbano UH Gordola ausgebildet und wechselte später zu Ticino Unihockey. 2022 wechselte er zum UHC Waldkirch-St. Gallen in die Nationalliga A. In der Ostschweiz avancierte er in der Equipe von Armin Brunner zum Senkrechtstarter.